# Skytaly (zámek)
Skytaly jsou zámek ve stejnojmenné vesnici jihozápadně od Vroutku v okrese Louny. Zámek je od roku 1964 chráněn jako kulturní památka.

## Historie
První panské sídlo ve Skytalech vzniklo koncem 14. století, ale po krátké době bylo opuštěno a zaniklo. Po smrti Kryštofa ze Štampachu v roce 1585 se dělilo valečské panství a jednu jeho část s centrem ve Skytalech získal Kryštofův syn Jan ze Štampachu. Po něm přešla na jeho bratra Václava ze Štampachu sídlem na Valči. Ten přišel za účast na stavovském povstání o majetek, odešel do Annabergu a Valeč koupila jeho manželka Barbora Malesická z Poutnova. Skytaly po ní z dědil Jaroslav Arnošt ze Štampachu, který je později natrvalo spojil s Valčí. Po jeho smrti se na valečském panství vystřídalo více majitelů, panské sídlo ve Skytalech znovu zaniklo a zůstal jen poplužní dvůr.

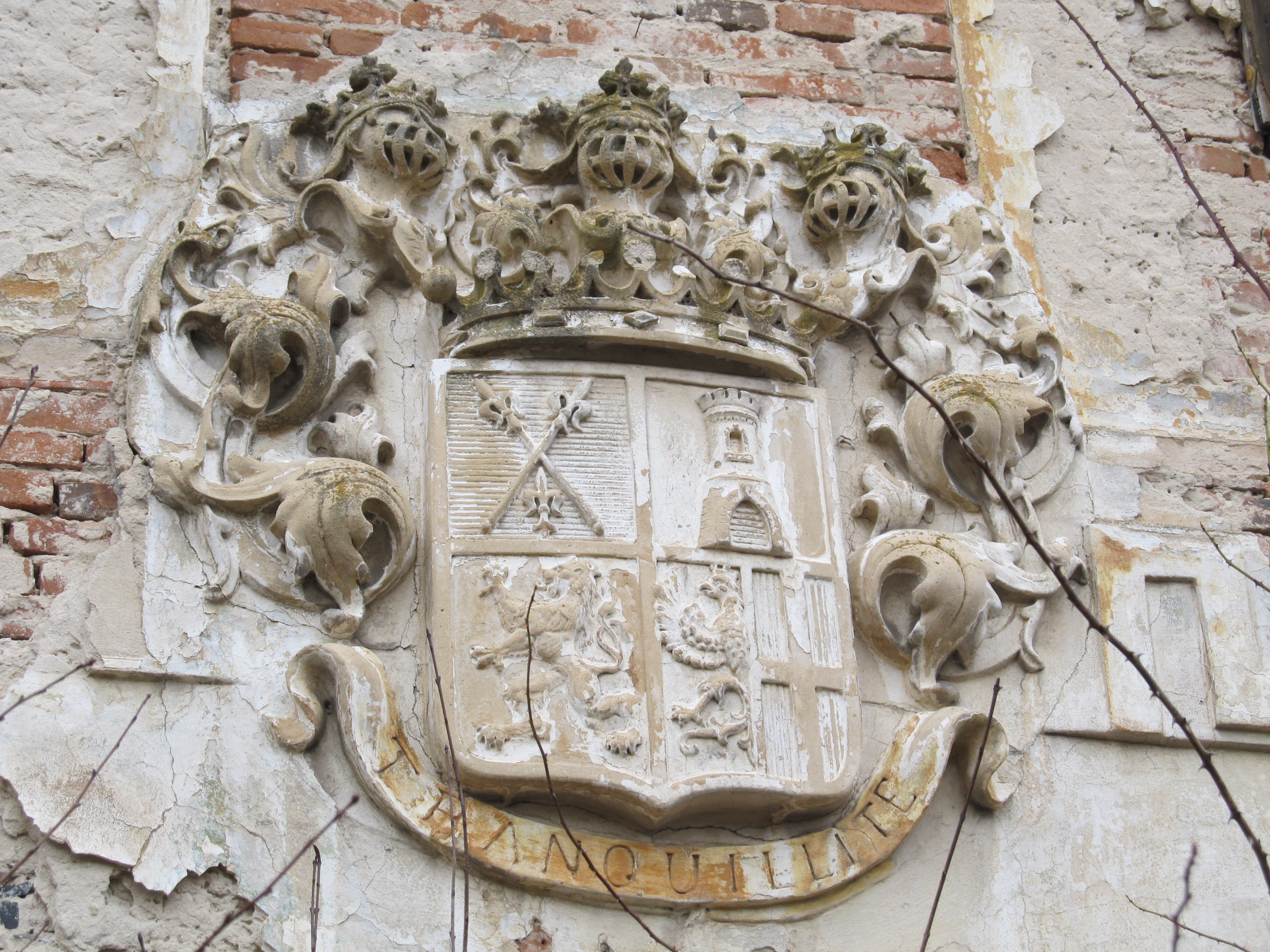
Erb Thurn-Valsassinů

Součástí poplužního dvora byla také obytná budova pro zaměstnance, kterou nechal koncem 19. století  hrabě Vincenc Thurn-Valsassina přestavět na malý zámek. Posledním majitelem se po pozemkové reformě ve dvacátých letech 20. století stal A. Sedláček, jehož rodině byl ve čtyřicátých letech 20. století zámek zabaven. Poté byl využíván státním statkem, v jehož správě se dostal do havarijního stavu. Po roce 1989 byl zámek vrácen potomkům původních majitelů.

## Stavební podoba
Zámecká budova s obdélným půdorysem uzavírá jižní stranu staršího poplužního dvora. Jižní průčelí obrácené k návsi má osm okenních os. Okna jsou rozdělena do dvojic obklopených lizénami, které napodobují arkády. Uprostřed zdi je umístěn erb rodu Thurn-Valsassinů. Vnitřní prostory jsou většinou zaklenuté plackovou klenbou. Střecha zámku je mansardová.